# انتخابات الرئاسة الغواتيمالية 2011
انتخابات الرئاسة الغواتيمالية 2011 هي الانتخابات الرئاسية التي جرت في 11 سبتمبر 2011
6 نوفمبر 2011، لانتخاب رئيس غواتيمالا ‏، فاز بالانتخابات أوتو بيريز مولينا.